# Apikal dominans
Apikal dominans (af latin: apex = ”kongekrone” + dominatio = ”herredømme”) eller topskuddominans er et begreb, som bruges inden for plantefysiologien om den forrang, som stammens og hovedgrenenes endeknop har i forhold til de øvrige knopper på samme skud. Det medfører, at stammens topskud får markant længere årstilvækst end sideskuddene, og at grenenes ledeskud ligeledes vokser mere kraftigt end deres sideskud.

## Oversigt
I vækstpunktet på den yderste knop produceres der et plantehormon, auxin, som føres nedad med saftstrømmen i sikarrene. Det hæmmer væksten hos den næste knop ned ad skuddet, men samtidig producerer den også sin mængde auxin. Den samlede mængde af første og anden knops auxin svækker nu den tredje knop, som dog stadig kan producere sit eget auxinbidrag. Fjerde knop bliver hæmmet endnu mere, osv. Nederst på skuddet er auxinmængden så stor og den hæmmende virkning så kraftig, at knoppen slet ikke springer ud, men i stedet bliver til et sovende øje.
Fordelen ved apikal dominans er, at der normalt ikke vil opstå konkurrence mellem de øverste (og yderste) skudspidser. Samtidig medfører dannelsen af sovende øjne, at planten hele tiden har en reserve af levende knopper til rådighed, hvis toppen skulle dø væk af en eller anden grund. Det skaber den reelle baggrund for, at beskæring og stævning kan lykkes. Når man fjerner de dominerende knopper, bliver de sovende øjne ikke længere holdt tilbage, og de omdannes så til normale knopper, der skyder næste forår. Til den tid er der ikke længere nogen rangorden mellem dem, og man får da billedet af et træ, som sætter store mængder af vanris. Først efter adskillige år, alt efter artens vækststyrke, lykkes det ét af skuddene at undertrykke de øvrige, og den apikale dominans er genetableret.

## Anvendelse
Den apikale dominans kan brydes kunstigt, hvis man ønsker en mere kraftig vækst hos sideskuddene (som det f.eks. ofte er tilfældet med frugttræer). Det sker ved, at man gør saftstrømmen oppefra besværligt, sådan at auxinpresset mindskes hos de knopper, man ønsker at begunstige. I praksis gøres det ved, at man lægger et tværgående snit gennem barken og vinkelret på grenens længderetning et par cm oven over knoppen, men kun lige ind gennem vækstlaget, dvs. ind til veddet.